# Lake Poets
Os Lake Poets viviam todos no região Lake District em Inglaterra no virar do séc. XIX. Como um grupo, eles não seguíam nenhuma escola de pensamento ou pratica literária conhecida, apesar de os seus trabalhos terem sido amplamente difundidos pela revista "Edinburg review". Eles foram considerados como parte do movimento Romantico.

## Lake Poetas
- Samuel Taylor Coleridge
- Robert Southey
- William Wordsworth